# Opportunisme

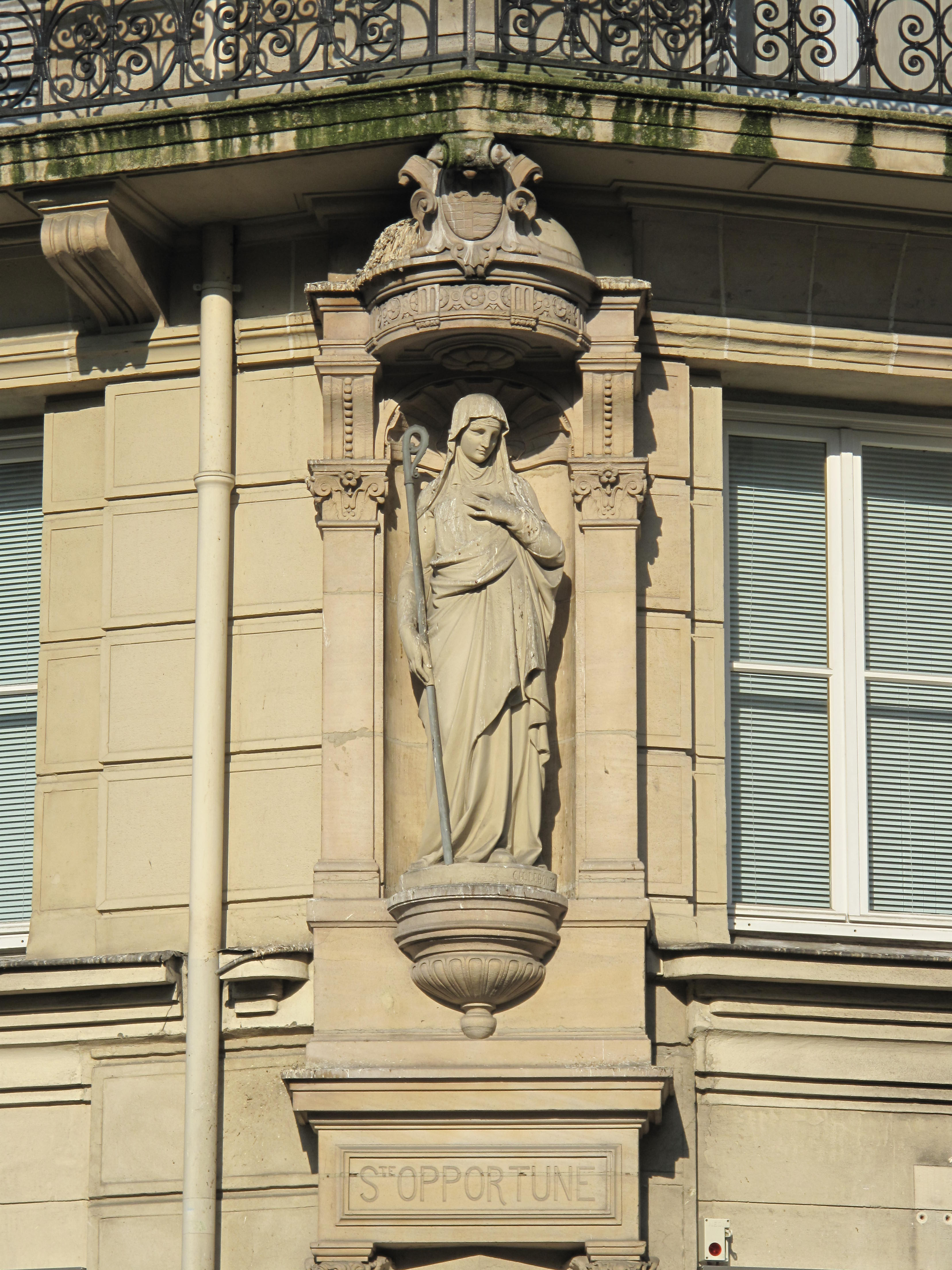
Sint Opportune, Parijs

Opportunisme (Latijn opportunus) is handelen zonder rekening te houden met principes, alleen met de omstandigheden. Iemand die zonder principes handelt wordt wel een opportunist genoemd. De term opportunisme wordt ook wel gebruikt voor voordeel zoeken in de mogelijkheden wanneer ethiek geen rol speelt, bijvoorbeeld in het dierenrijk of in sport en spel.
Hoewel het woord opportuun doorgaans een positieve connotatie heeft, heeft opportunisme dat veelal juist niet. Iemand die van opportunisme beschuldigd wordt, is iemand die zich aan alle situaties aanpast om er zo voor zichzelf het meeste voordeel uit te slepen. In de politiek worden mensen vaak van opportunisme beschuldigd. Politiek opportunisme wordt weleens verward met populisme.
Als stijl van menselijk gedrag impliceert opportunisme een gebrek aan integriteit, omdat het gepaard kan gaan met het verraden van principes of van een gegeven woord. Het onderliggende idee is dat de prijs voor het ongebreidelde streven naar egoïsme inconsistentie van gedrag is, dat wil zeggen dat het uiteindelijk onmogelijk is om tegelijkertijd egoïstisch en consistent te blijven. Daarom bestaat opportunisme uit het compromitteren van een partij of een ander algemeen gerespecteerd principe. De grens tussen ‘legitiem eigenbelang’ en ‘ongewenst (of antisociaal) egoïsme’ kan echter moeilijk te definiëren zijn: de definitie kan afhangen van een standpunt of positie in het leven. Een opportunistische positie kan positief worden gewaardeerd als een legitieme optie, als dit het minste kwaad is.
De Nobelprijswinnaar voor Economie Oliver Williamson definieert opportunisme als een strategisch gedrag, gebaseerd op bedrieglijke of criminele manoeuvres, om een bepaald voordeel te bekomen.
Binnen de voetbalsport wordt de term opportunistisch voetbal veelvuldig gebruikt als aanduiding voor aanvallend en avontuurlijk spel, gespeeld met bovenmatige inzet, waarin tactiek een ondergeschikte rol speelt. In tegenstelling tot de meest gangbare betekenis heeft dit veelal een positieve connotatie. Waar dit afwijkende gebruik vandaan komt is niet geheel duidelijk. Wellicht komt het van het woord opportunist in de betekenis van, hoewel meestal negatief bedoeld, vrijbuiter of avonturier.